# Turris guidopoppei
Turris guidopoppei is een slakkensoort uit de familie van de Turridae. De wetenschappelijke naam van de soort is voor het eerst geldig gepubliceerd in 2012 door Kilburn, Fedosov & Olivera.